# Evektor EV-55 Outback
«EV-55 Outback» — чеський легкий багатоцільовий літак короткого зльоту і посадки.
Розробляється виробником літаків Evektor як інтеграційний проект чеської авіаційної промисловості за підтримки Міністерства промисловості і торгівлі Чехії в програмах Impuls і Tandem.

## Історія створення і виробництва
У кінці 2009 року провів своє перше випробування двигуна першого прототипу. Прототип був вперше представлений громадськості 30 березня 2010 року. Перший зліт 14 червня 2011 року закінчився невдало через несправність переднього шасі. Перший успішний політ відбувся 24 червня 2011 року.
Передбачається, що перша машина надійде покупцям в 2014 році. Вартість складе порядку $ 1,9 млн. процес сертифікації літака в Європейському агентстві з безпеки польотів (EASA) повинен бути початий після завершення випробування прототипів. З огляду на дорогу сертифікацію і запуск виробництва компанія шукає відповідних інвесторів.
Влітку 2010 року були проведені переговори з Росією про створення спільного підприємства з виробництва літака для Російського ринку.

## Технічні характеристики
| Характеристика                   | Показник                                |
| -------------------------------- | --------------------------------------- |
| Серійне виробництво              | з 2014 (план)                           |
| Тип                              | полумонокок                             |
| Довжина                          | 14,35 м                                 |
| Розмах крила                     | 16,10 м                                 |
| Висота в хвості                  | 4,66 м                                  |
| Швидкість                        | від 220 до 408 км / год                 |
| Дальність польоту                | до 2200 км (max проект)                 |
| Вага порожнього літака           | 2626 кг                                 |
| Максимальна злітна маса          | 4600 кг                                 |
| Максимальний запас палива        | одна тисяча шістсот п'ятьдесят шість кг |
| Максимальне корисне навантаження | 1824 кг                                 |
| Кількість пасажирів              | 9 чол                                   |
| Екіпаж                           | 1-2 чол                                 |
| Двигуни                          | 2 х Pratt & Whitney PT6A-21             |
| Тяга                             | 2 x 400 кВт (536 к.с.)                  |
| Злітна дистанція                 | 420 м                                   |
| Посадкова дистанція              | 510 м                                   |
| Витрати палива                   | не більше 200 кг/год                    |
| Гвинти                           | Avia AV 844 діаметром 2080 мм           |

## Замовлення
18 вересня 2012 року між Красноярським авіаперевізником «АероГео» і компанією-розробником EVector spol. був підписав контракт на покупку 29 EV55 Outback. Твердий контракт був укладений на 9 літаків з постачанням в 2014 - 2016 роках. Решта 20 одиниць були куплені в формі опціону з постачанням до 2020 року. 
Виробництво EV55 Outback для російського ринку буде розгорнуто в одному з Російських аеропортів.

## Порівняння з аналогами
|                               | Чехія Л-410УВП-Э20 | Чехія Evektor EV-55 Outback | Рысачок | Twin Otter | Do 228NG  | PZL M28 | Harbin Y-12 | Beechcraft King Air 350i |
| ----------------------------- | ------------------ | --------------------------- | ------- | ---------- | --------- | ------- | ----------- | ------------------------ |
| Зовнішній вигляд              |                    |                             |         |            |           |         |             |                          |
| Рік першого польоту           | 1969               | 2011                        | 2010    | 1965       | 1981      | 1993    | 1982        | 1972                     |
| Роки виробництва              | 1971-              | 2014 (план)                 |         | 1965-      | 1981-1998 | 1993-   | 1985-       | 1974-                    |
| Екіпаж                        | 2                  | 1-2                         | 1-2     | 2          | 2         | 2       | 2           | 2                        |
| Пасажири                      | 19                 | 9                           | 10      | 20         | 19        | 19      | 17          | 13                       |
| Вантажопідйомність            | 1800               | 1824                        | 1500    |            | 2340      | 2000    |             |                          |
| Розмах крила, м               | 19,478             | 16,10                       | 18      | 19,8       | 16,97     | 22,06   | 17,24       |                          |
| Довжина, м                    | 14,487             | 14,35                       | 12,44   | 15,77      | 16,56     | 13,1    | 18,86       | 13,34                    |
| Площа крила, м²               | 34,86              |                             | 32,3    | 39         | 32        | 39,72   | 34,27       | 28,2                     |
| Вага порожнього, т            | 4,05               | 2,626                       | 2,77    | 3,363      | 3,739     | 4,1     | 2,84        | 3,52                     |
| Максимальна злітна вага, т    | 6,6                | 4,6                         | 6       | 5,67       | 6,6       | 7,5     | 5,3         | 5,67                     |
| Максимальна швидкість, км/год | 395                | 408                         | 400     | 338        | 433       | 355     | 328         | 545                      |
| Крейсерська швидкість, км/год |                    | 220                         | 250     | 278        | 315       | 270     | 250         | 536                      |
| Максимальна стеля, м          | 8000               |                             | 6000    | 8014       | 8535      | 7620    | 7000        | 10700                    |